# بخش گوپینگ
بخش گوپینگ (به لاتین: Gaoping District) یک منطقهٔ مسکونی در چین است که در نانچونگ واقع شده‌است. بخش گوپینگ ۸۱۲ کیلومتر مربع مساحت و ۶۰۰٬۰۰۰ نفر جمعیت دارد.